# Nesticella robinsoni
Nesticella robinsoni är en spindelart som beskrevs av Pekka T. Lehtinen och Michael Ilmari Saaristo 1980. Nesticella robinsoni ingår i släktet Nesticella och familjen grottspindlar. Inga underarter finns listade i Catalogue of Life.